# 服部泰卓
服部 泰卓（はっとり やすたか、1982年9月10日 - ）は、大阪府高槻市生まれ・徳島県美馬市出身の元プロ野球選手（投手）。左投左打。

## 経歴

### プロ入り前
高槻市で出生後に、実父の転勤に伴って転居を繰り返した。小学校5年生の時に、徳島県美馬市へ転入した。
徳島県立川島高校では1年夏からベンチ入りしたが、同年秋に肘を故障し本格的な投球練習ができなくなった。3年春の県大会では投打の柱としてベスト4進出に貢献し、第3シードとなった夏の県大会では自身も135km/hの速球を武器に大会ナンバーワン投手という評価を得ていた。しかし3回戦で阿竹智史を擁する徳島商と対戦し、リズムに乗れずにコールドで敗れている。
駒澤大学へ進学すると、2年春は入替戦で初戦先発も江草仁貴が投げる専大に敗れて2部リーグも翌春1部復帰。4年生の秋季リーグ戦では3連続完封勝利を含む6勝4敗の成績で初めてベストナインに選ばれた。東都大学1部リーグでの通算成績は40試合に登板し11勝7敗、防御率2.04、110奪三振、2部1季で2試合1勝0敗だった。駒大では3学年上に稲田直人と川岸強と前田大輔、2学年上に梵英心、1学年上に古谷拓哉、1学年下に新井良太、2学年下に増井浩俊、3学年下に大島洋平がいた。
大学卒業後に、トヨタ自動車へ入社した。2年目の2006年には、上野弘文などとともに主力投手として活躍。都市対抗では、予選4試合全てで先発を任された。また、同年には、第23回ハーレムベースボールウィーク・第15回アジア大会で日本代表に選ばれている。
2007年には、トヨタ自動車のエースとして都市対抗に出場。NTT西日本との1回戦で、3塁を踏ませずに完封勝利を収めた。また、秋の日本選手権では、登板した4試合中3試合で完投勝利を記録。チームの初優勝に貢献するとともに、最優秀選手のタイトルを獲得した。この年には、公式戦で通算19勝1敗という好成績を残したことから、投手として社会人ベストナインにも選ばれた。
2007年のNPB大学・社会人ドラフト会議では、重複指名による抽選で大場翔太の交渉権を逃した北海道日本ハムファイターズ、長谷部康平の交渉権を逃した埼玉西武ライオンズおよび、千葉ロッテマリーンズから1巡目で指名。抽選でロッテが交渉権を獲得した末に、契約金1億円+出来高5,000万円、年俸1,500万円（金額は推定）という最高の条件で入団した。背番号は20。

### ロッテ時代
2008年には、イースタン・リーグ公式戦20試合に登板。しかし、2勝6敗、防御率6.99という成績にとどまった。
2009年には、1月19日に一般女性と結婚。イースタン・リーグ公式戦では、23試合の登板で、4勝3敗、防御率4.32という成績を残した。しかし、この年までは一軍公式戦への登板機会がなかった。
2010年には、プロ入り後初めて、公式戦の開幕を一軍で迎えた。一軍公式戦への初登板も果たしたが、全体では8試合の登板で9失点を喫したため、防御率は14.29に達した。
2011年には、一軍公式戦5試合に登板。一軍初ホールドを記録したが、通算の投球回数はわずか1回3分の2で、防御率も2年連続で10点台を記録した。
2012年には、イースタン・リーグ34試合に登板。3勝0敗、防御率4.30という成績を残したが、3年振りに一軍公式戦への登板がなかった。
2013年には、4年振りに公式戦の開幕を一軍で迎えると、オリックス・バファローズとの開幕戦（3月29日・QVCマリンフィールド）の延長12回表2死から8番手投手として登板。ベンチ登録の投手では最後の登板だったが、左打者の糸井嘉男を3球で抑えると、その裏にチームが逆転サヨナラ勝ちを収めたため一軍で初めての勝利投手になった。この試合以降は、左打者対策の救援要員として一軍に定着。一軍公式戦で自己最多の51試合に登板するとともに、防御率3.38を記録した。通算投球回数が32回にもかかわらず、被本塁打数はわずかに1本で、自身と同じく伸び悩んでいた左腕投手の古谷拓哉と共にチームのシーズン3位に貢献した。
2014年にも、公式戦の開幕を一軍で迎えた。一軍公式戦全体では、通算9試合に登板。しかし、投球回数は8回3分の2にとどまったうえに、被本塁打数が2本、防御率が8点台と振るわなかった。
2015年には、イースタン・リーグ33試合に登板。2勝1セーブ、防御率4.91という成績を残したが、一軍公式戦への登板機会はなかった。10月3日に球団から戦力外通告を受けたことを機に、現役を引退。

### 現役引退後
駒澤大学時代の先輩を通じて株式会社ミヤシタ（保険代理店）社長の宮下亮輔を紹介されたことから、2016年4月1日付で同社へ入社。入社後の2年間は、保険商品の販売に必要な実務経験と資格を得るべく、保険会社へ出向していた。出向期間の終了後も、株式会社ミヤシタで営業を担当している。
その一方で、2016年の12月には、学生野球資格回復研修を受講。翌2017年2月7日付で日本学生野球協会から学生野球資格回復の適性を認定されたことによって、同協会に加盟する大学・高校の硬式野球部で選手を指導できるようになった。
その後は野球で学んだことを中心に服部独自の視点でビジネスに置き換え、企業の社員育成・教育に特化した講演家活動を行っているほか、プロ野球選手専門の資産形成コンサルティングも手掛けている。
2022年4月12日、独立リーグ・ベースボール・チャレンジ・リーグの埼玉武蔵ヒートベアーズに公式解説者として所属することが発表された。

## プレースタイル
内外角に投げ分けるコントロールと安定感があり、高速スライダー、カーブ、スクリューボールなどを投げる。

## 詳細情報

### 年度別投手成績
| 年 度     | 球 団     | 登 板 | 先 発 | 完 投 | 完 封 | 無 四 球 | 勝 利 | 敗 戦 | セ 丨 ブ | ホ 丨 ル ド | 勝 率 | 打 者 | 投 球 回 | 被 安 打 | 被 本 塁 打 | 与 四 球 | 敬 遠 | 与 死 球 | 奪 三 振 | 暴 投 | ボ 丨 ク | 失 点 | 自 責 点 | 防 御 率 | W H I P |
| --------- | --------- | ----- | ----- | ----- | ----- | -------- | ----- | ----- | -------- | ----------- | ----- | ----- | -------- | -------- | ----------- | -------- | ----- | -------- | -------- | ----- | -------- | ----- | -------- | -------- | ------- |
| 2010      | ロッテ    | 8     | 0     | 0     | 0     | 0        | 0     | 0     | 0        | 0           | ----  | 36    | 5.2      | 15       | 0           | 4        | 0     | 0        | 5        | 0     | 0        | 9     | 9        | 14.29    | 3.39    |
| 2011      | ロッテ    | 5     | 0     | 0     | 0     | 0        | 0     | 0     | 0        | 1           | ----  | 8     | 1.2      | 4        | 0           | 0        | 0     | 0        | 1        | 0     | 0        | 2     | 2        | 10.80    | 2.50    |
| 2013      | ロッテ    | 51    | 0     | 0     | 0     | 0        | 2     | 1     | 0        | 20          | .667  | 139   | 32.0     | 31       | 1           | 10       | 0     | 3        | 21       | 1     | 1        | 12    | 12       | 3.38     | 1.28    |
| 2014      | ロッテ    | 9     | 0     | 0     | 0     | 0        | 0     | 0     | 0        | 1           | ----  | 48    | 8.2      | 14       | 2           | 8        | 0     | 2        | 3        | 0     | 0        | 8     | 8        | 8.31     | 2.54    |
| 通算：7年 | 通算：7年 | 73    | 0     | 0     | 0     | 0        | 2     | 1     | 0        | 22          | .667  | 231   | 48.0     | 64       | 3           | 22       | 0     | 5        | 30       | 1     | 1        | 31    | 31       | 5.81     | 1.79    |

### 年度別守備成績
| 年 度 | 球 団  | 投手  | 投手  | 投手  | 投手  | 投手  | 投手     |
| 年 度 | 球 団  | 試 合 | 刺 殺 | 補 殺 | 失 策 | 併 殺 | 守 備 率 |
| ----- | ------ | ----- | ----- | ----- | ----- | ----- | -------- |
| 2010  | ロッテ | 8     | 0     | 0     | 0     | 0     | ----     |
| 2011  | ロッテ | 5     | 0     | 0     | 0     | 0     | ----     |
| 2013  | ロッテ | 51    | 1     | 5     | 0     | 0     | 1.000    |
| 2014  | ロッテ | 9     | 1     | 4     | 0     | 1     | 1.000    |
| 通算  | 通算   | 73    | 2     | 9     | 0     | 1     | 1.000    |

### 記録
- 初登板：2010年3月21日、対埼玉西武ライオンズ2回戦（西武ドーム）、8回裏2死に2番手で救援登板、上本達之に左前安打を許し降板
- 初奪三振：2010年3月27日、対北海道日本ハムファイターズ2回戦（千葉マリンスタジアム）、8回表に糸井嘉男から見逃し三振
- 初ホールド：2011年8月4日、対北海道日本ハムファイターズ12回戦（札幌ドーム）、6回裏1死に2番手で救援登板、1/3回を無失点
- 初勝利：2013年3月29日、対オリックス・バファローズ1回戦（QVCマリンフィールド）、12回表2死に8番手で救援登板・完了、1/3回を無失点

### 背番号
- 20 （2008年 - 2015年）